# Histoire du mouvement socialiste aux États-Unis
L'histoire du mouvement socialiste aux États-Unis commence avec celle des communautés utopiques au début du XIXe siècle : tentatives d'établir des phalanstères fouriéristes, communauté oweniste de New Harmony. En 1877, des syndicalistes fondent le Socialist Labor Party (Parti socialiste du travail) tandis que le Socialist Party of America (parti socialiste américain) est créé en 1901. À la même époque, différents groupes anarchistes se constituent à travers le pays. Les premières organisations syndicales américaines sont traversées par ces différents courants socialistes.
Le parti socialiste américain (Socialist Pary of America) s'oppose à la Première Guerre mondiale et subit une première vague de répression (restée dans l'historiographie sous le nom de First Red Scare). En 1919, le parti connaît une scission qui donne naissance au parti communiste américain (Communist Party USA). Dans les années 1920, le mouvement socialiste est en déclin, mais gagne en importance dans les années 1930 autour des luttes syndicales et antiracistes ; le parti communiste américain se scinde au milieu des années 1930 avec l'apparition d'une mouvance trotskyste opposée au stalinisme.
Dans les années 1950, le mouvement socialiste américain subit de plein fouet la répression du maccarthysme. Les luttes d'émancipation des années 1960 font émerger un discours plus radical ainsi qu'un mouvement de réforme sociale de la société américaine. Michael Harrington et d'autres socialistes participent à l'administration Kennedy et aux projets de Guerre contre la pauvreté (War on poverty) et de Grande société (Great society) de l'administration Johnson. Le mouvement socialiste est alors une composante importante du mouvement de lutte pour les droits civiques,
Durant tout le XXe siècle, le mouvement socialiste américain a été composé de différentes tendances, souvent en désaccord entre elles, les socialistes utopiques, les sociaux-démocrates, les socialistes démocrates, les communistes, les trotskystes et les anarchistes.
Comparé aux différentes gauches européennes, le mouvement socialiste est resté numériquement faible aux États-Unis. De cela, il a parfois été conclu abusivement qu'il était ou avait été inexistant. En 1920, le candidat du parti socialiste Eugen V. Debs avait réuni près d'un million de voix autour de sa candidature présidentielle. En juin 2015, un sondage Gallup a révélé que 47 % des personnes interrogées seraient prêtes à voter pour un président socialiste, alors que 50 % s'y refuseraient.

## XIXesiècle

### Socialisme utopique américain et communautés utopiques

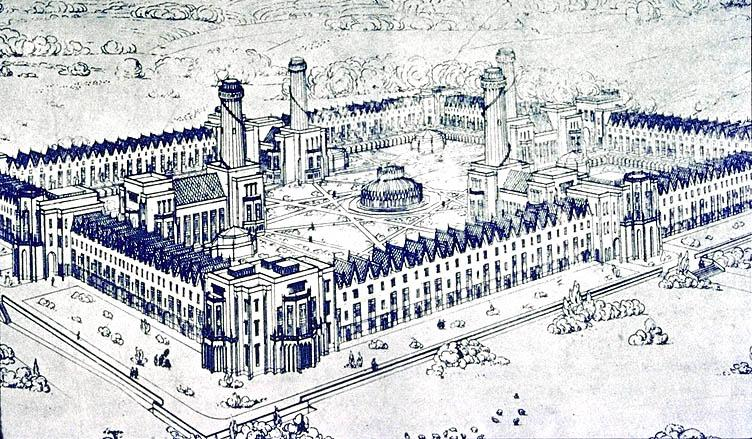
New Harmony, selon la vision d'Owen

Le Socialisme utopique a été le premier mouvement socialiste aux États-Unis. Les utopistes ont tenté de créer des micro-sociétés pour vivre en conformité avec leurs aspirations et donner envie à d'autres de suivre leur exemple. Les modèles théoriques de ces utopies socialistes trouvent leur origine en Europe pour la plupart. Les États-Unis hébergeront plusieurs tentatives de réalisation concrète, dont Brook Farm, New Harmony, les Shakers, les colonies Amana, la communauté Oneida, les Icarians, la commune Bishop Hill, et Bethel.
En 1825, une communauté se forme à New Harmony (Indiana) autour de Robert Owen, un riche industriel gallois acquis aux idées socialistes. Dès 1829, le groupe se scinde à la suite de dissensions idéologiques.
En 1841, des transcendantalistes créent la communauté Brook Farm, inspirés par le phalanstère de Charles Fourier. Nathaniel Hawthorne et Ralph Waldo Emerson participent à ce projet. La communauté peine à subvenir à ses besoins matériels. Tout espoir de solvabilité du projet disparaît à la suite de l'incendie du phalanstère alors en construction. La communauté se dissout définitivement en 1847.

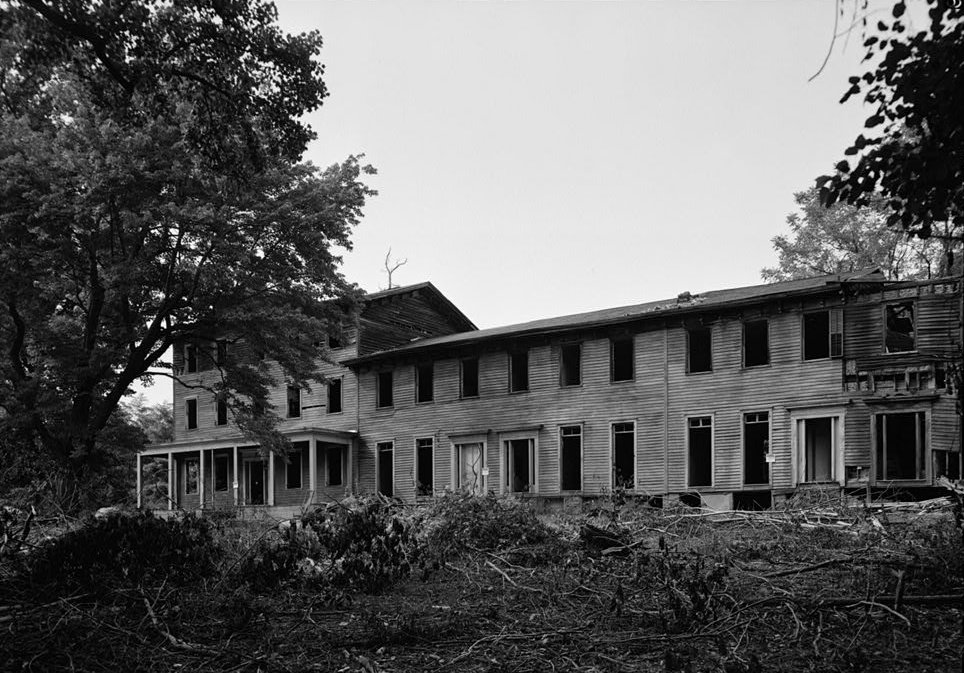
Le Phalanx (Monmouth County)

Les fourrieristes tentèrent également de concrétiser leur utopie à Monmouth County où une communauté exista de 1844 à 1856. Là aussi, un incendie. Cette fois des moulins et de plusieurs ateliers - mit fin à l'expérience.
Dans les années 1840, le socialiste français Étienne Cabet conduit des groupes d'émigrants au Texas et en Illinois afin de fonder des communautés (les Icariens). Son projet est de remplacer la production capitaliste par des ouvriers regroupés en coopératives de production. Cette perspective trouve un écho favorable, notamment auprès des artisans anglais concurrencés par la production industrielle. Cependant, son travail a été affaiblie par ses nombreuses querelles avec ses propres partisans.
En 1888, Edward Bellamy publie Looking Backward, une utopie qui décrit une société socialiste en l'an 2000 aux États-Unis. Ce livre se vend à des millions d'exemplaires et est un des best-sellers au dix-neuvième siècle. Des "clubs Bellamy" voient le jour et c'est une source d'inspiration majeure pour le syndicalisme américain.

#### Josiah Warren et l'anarchisme individualiste
Josiah Warren est largement considéré comme le premier anarchiste, américain et son hebdomadaire de quatre pages, édité au cours de 1833, The Peaceful Revolutionist (Le Paisible Révolutionnaire), a été le premier périodique anarchiste publié. Warren, un disciple de Robert Owen, a rejoint sa communauté utopique à New Harmony (Indiana).
C'est à Josiah Warren que l'on doit l'expression : Donne un coût à la limite du prix (Cost the limit of price) qui synthétise la théorie de la valeur produire par le travail humain : le prix à payer pour une marchandise ne se réfère pas un coût libellé en monnaie mais se réfère au temps de travail nécessaire à produire cette marchandise. En 1827, Warren mit sa conception du travail en pratique à travers le Cincinatti Time Store, une sorte de bourse d'échange où les travailleurs pouvaient acheter des marchandises par des certificats correspondant à des promesses de travail futur pour une durée équivalente à celle nécessaire pour les produire. Après 3 ans, Warren mit fin à ce projet afin de créer des colonies utopistes mutualistes (dont Utopia et Modern Times). Selon Warren, le livre de Stephen Pearl Andrews La Science de la société (Science of Society) expose particulièrement bien ses propres théories. Selon l'historienne de l'anarchisme Eunice Minette Schuster, le courant anarchiste proudhonien est présent aux États-Unis dès 1848 mais n'a pas conscience de son affinité avec l'anarchisme individualiste de Josiah Warren et Stephen Pearl Andrews.

### Début du socialisme aux États-Unis.

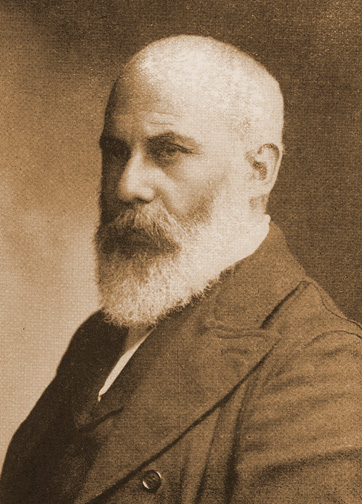
Daniel De Leon, figure de proue du Parti ouvrier socialiste d'Amérique

Après 1848, un certain nombre de marxistes allemands émigrent aux États-Unis. Parmi eux l'Allemand Joseph Weydemeyer, qui se réfugia aux États-Unis en 1851 et fonda le premier journal marxiste Die Revolution (qui fit faillite après seulement deux exemplaires). En 1852, Weydemeyer créa le parti Proletarierbund (ligue prolétarienne), la première organisation marxiste sur sol américain, qui peina à recruter des membres parmi les anglophones. En 1866. Wiiliam H. Sylvis forma le syndicat National Labor Union (NLU). En 1872, ce syndicat comptait 22 sections. En 1876, il fut cependant dissous à la suite de conflits internes.
Dans les années 1870-1880, de nombreux socialistes allemands immigrèrent aux États-Unis, dont des partisans sociaux-démocrates de Ferdinand Lasalle. Lasalle considérait que la situation des ouvriers ne s'améliorerait pas par le syndicalisme mais par l'avènement du suffrage universel et l'imposition par l'État de lois, notamment de protection sociale. Pour lui, les luttes syndicales étaient vaines en raison de la Loi d'airain des salaires, selon laquelle les employeurs ne consentiraient jamais à payer les ouvriers au-dessus du strict minimum vital. Ses partisans ainsi que des marxistes fondèrent le parti Workingmen's Party of the United States (Parti des travailleurs des États-Unis) en 1876. Lorsque les lasalliens prirent l'ascendant dans le parti en 1877, le parti fut renommé Socialist Labor Party of North American (SLP), en français Parti socialiste du travail travailliste d'Amérique du Nord, souvent nommé Parti ouvrier socialiste d'Amérique dans la littérature francophone. Le parti socialiste travailliste (SLP) a été officiellement fondé en 1876, lors d'un congrès à Newark, dans le New Jersey. Le parti était majoritairement composé d'immigrants allemands marxistes. À tel point que c'est l'allemand et non l'anglais qui en était la langue officielle pendant ses trois premières années d'existence.

### Les liens avec le monde du travail
Le Parti Socialiste a formé des alliances solides avec un certain nombre d'organisations du travail, en raison de la similarité de leurs objectifs.
Au XIXe siècle, le syndicalisme américain est dominé par deux organisations concurrentes : les Chevaliers du travail (KOL) et la Fédération américaine du travail (AFL).

#### Les Chevaliers du travail (KOL)
Le Noble and Holy Order of the Knights of Labor (Noble et saint ordre des chevaliers du travail) est une organisation de défense ouvrière pré-syndicale qui est créée en 1869 par Uriah S. Stephens. Cette organisation s'inspire du modèle maçonnique et des compagnonnages. Elle opéra de manière secrète jusqu'en 1878, puis connut un développement important jusqu'en 1886. Elle déclina les années suivantes victime de la concurrence de l'AFL et de la répression patronale.
Les Chevaliers du travail revendiquaient la journée de huit heures, l'interdiction du travail des enfants et un impôt graduel sur le revenu. Ils étaient des fervents partisans des coopératives de production. Ses membres provenaient d'horizon divers, l'organisation regroupait des travailleurs qualifiés et des travailleurs non qualifiés, des artisans et des ouvriers, des hommes et des femmes, des blancs et des noirs (à partir de 1878). Au départ, les Chevaliers du travail refusaient la grève comme moyen d'action, mais leur position évolua sur le sujet et ils participèrent de fait à des grèves et des mouvements de boycott. Au début des années 1880, une large part des chevaliers se retrouvait dans les idées du réformateur Henry George.

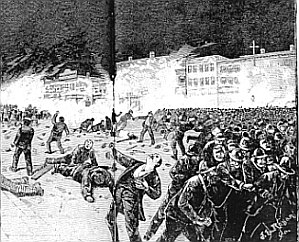
Evénements de Haymarket Square à Chicago.

En 1882, les chevaliers renoncent à leurs rites d'adhésion secrets mais continuent à cultiver la discrétion, pour éviter que les syndiqués ne soient licenciés par leurs patrons. En 1885, ils participent à la grève de chemin de fer Wabash LIne. L'issue positive de cette grève voit leur nombre de partisans atteindre 700 000 membres en 1886. Le 1er mai 1886, les chevaliers du travail manifestent au côté des anarchistes à Chicago à Haymarket Square, exigeant une journée de huit heures pour tous les travailleurs. Lorsque la police arrive, un inconnu jette une bombe dans la foule, tuant une personne et en blessant plusieurs autres. Le tribunal condamne à mort six anarchistes - malgré l'absence de preuve les liant à la bombe. Les Chevaliers du travail ne se remettront jamais vraiment de leur association avec la manifestation de Haymarket Square et leur nombre décline très fortement après cela.

#### la Fédération américaine du travail (AFL)
1886, une convention de délégués de vingt-deux syndicats distincts, forment la Fédération Américaine du Travail, avec Samuel Gompers à sa tête. Contrairement aux chevaliers du travail, l'AFL défend un syndicalisme de métiers et ne cherche pas à défendre les intérêts des ouvriers de l'industrie. L'AFL refuse également toute immiscions de l’État dans les affaires des entreprises et les conflits de travail. Adepte du capitalisme, l'AFL cherchera à limiter au maximum l'émergence du mouvement socialiste aux États-Unis et au Canada.

### Anarchisme
Deux penseurs font figures d'inspirateurs, Josiah Warren et James L. Walker, qui posent dès les années 1860 les bases d'une philosophie faisant de l'égoïsme l'unique base de toutes les actions humaines. Les thèses anarchistes de Warren et de Walker sont ensuite reprises par Lysander Spooner et surtout Benjamin Tucker qui, bien avant Mackay, a redécouvert et vulgarisé l'égoïsme stirnérien.

## XXesiècle

### Début duXXesiècle: opposition à la1reguerre mondiale et1revague de répression ("peur rouge")

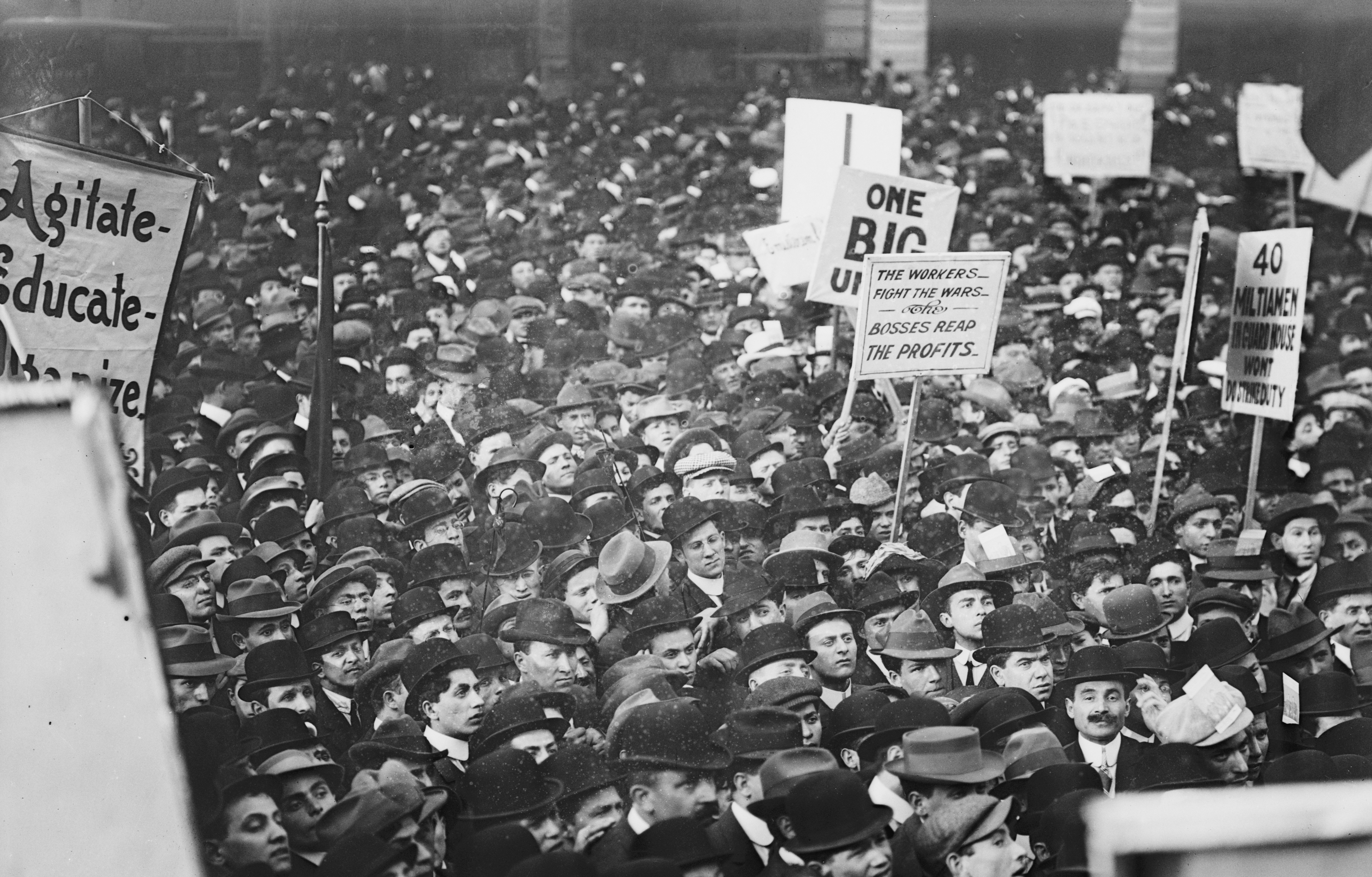
Socialistes dans Union Square, N. Y. C. le 1er mai 1912

#### Opposition à la1reguerre mondiale
Le 6 avril 1917, les États-Unis entrent en guerre. Dès le lendemain, le parti ouvrier socialiste d'Amérique convoque une réunion d'urgence à Saint-Louis et vote une résolution statuant que cette guerre équivaut à "un crime contre le peuple des États-Unis" et qu'il s'oppose par conséquent à l'ordre de conscription.

### Années 1930-1940

#### Forces de gauche et New Deal
En 1932, Franklin D. Roosevelt est élu à la présidence des États-Unis. Le vote en 1933 du National Industrial Recovery Act s'accompagne d'un grand accroissement dans l'organisation syndicale des travailleurs en 1933 et 1934 car il autorise tous les ouvriers à se syndiquer et à négocier des conventions collectives. À l'époque, beaucoup de conservateurs voient dans le New Deal l'avènement du socialisme ou communisme et sont convaincus que l'adoption des nouvelles législations est la preuve que l'administration Roosevelt est largement influencées par les communistes. Selon l'économiste marxiste Richard D. Wolff, il est vrai que les partis communiste et socialistes, ainsi que les syndicats, ont joué un grand rôle dans l'avancement des législations du New Deal et que c'est pour cela que les adversaires du New Deal ont coordonné leurs efforts pour stigmatiser et détruire ces forces progressives dès la fin des années 1940.

#### Front populaire
En 1935, le septième congrès du Comintern (internationale communiste) décrète qu'il est nécessaire que s'établisse un front populaire de tous les groupes opposés au fascisme. Dès lors, le parti communiste américain abandonne son opposition au New Deal, ses membres s'impliquent dans le congrès des organisations industrielles et se mettent à militer pour les droits civiques des Afro-Américains. Son leader Earl Russell Browder propose au leader du parti socialiste Norman Thomas de se présenter sur une liste commune aux élections présidentielles de 1936. Le parti socialiste n'accepte pas cette proposition, ce qui n'empêche pas le parti communiste de continuer à soutenir activement les réformes syndicales proposées par Roosevelt.
Sur le plan international, les communistes américains viennent au secours de la République espagnole et participent à la guerre civile espagnole en envoyant du matériel de secours médical ou en s'engageant comme volontaire dans la brigade Abraham Lincoln (une des brigades internationales actives auprès des républicains espagnols). La brigade Lincoln fut la première force militaire américaine a ne pas être racialement ségréguée.

#### Apogée du parti communiste américain
Pendant la première moitié du XXe siècle, le parti communiste joua un rôle important dans différentes luttes pour les droits démocratiques. Il s'impliqua dans les luttes liées au travail dès années 1920 aux années 1940, contribuant notamment à mobiliser les chômeurs durant la Grande Dépression et créant la plupart des premiers syndicats d'industrie. À cette époque, le parti communiste devint également connu pour s'opposer au racisme et lutter contre la ségrégation raciale sur le lieu de travail et dans la communauté, ceci dans un contexte où les lois Jim Crow imprégnaient toute la société américaine. Selon l'historienne Ellen Schrecker, l'historiographique récente montre que ce parti était à la fois stalinien - du fait de ces liens avérés avec l'URSS - ainsi qu'une des organisations les plus dynamiques au sein de la gauche américaine durant les années 1930 et 40. Son leader Earl Russell Bowder n'hésite pas à soutenir Staline de manière inconditionnelle, comparant le trotskysme à des germes de choléra et allant même jusqu'à faire l'apologie des purges staliniennes comme étant utiles à l'avancement des forces progressives de l'humanité…
Parallèlement à ces prises de position, le parti jouait alors un rôle prépondérant dans la défense des droits des Afro-Américains et de nombreux chefs et penseurs liés au parti communiste américain étaient eux-mêmes Afro-Américains. James Ford, Charles Mitchell, Angela Davis et Jarvis Tyner ont été candidats à la présidentielle ou à la vice-présidence sur la liste du parti. D'autres, tels Benjamin J. Davis, William L. Paterron, Harry Haywood, Claudia Jones, James Jackson, Henry Winston, Claude Lightfood, Alphaeus Hunton, Doxey Wilkerson et John Pittman ont largement contribué à la façon dont le parti communiste américain a appréhendé et articulé entre elles les questions de la paix, des droits civiques et humains, de l'égalité homme/femme, de l'unité de la classe ouvrière et de la question de la nationalité. Les auteurs, écrivains et artistes Afro-Américains Claude McKay, Richard Wright, Ann Petry, W. E. B. Du Bois, Shirley Graham Du Bois, Lloyd Brown, Charles White, Elizabeth Catlett, Paul Robeson, Gwendolyn Brooks et beaucoup d'autres furent un temps membres ou sympathisants du parti communiste. En 1931, une rivalité émergea entre la National Association for the Advancement of Colored People (NAACP) et le parti quand le parti communiste répondit rapidement et efficacement en soutien des Scottsboro Boys, neuf jeunes hommes arrêtés et accusés à tort de viol en 1931 en Alabama. Du Bois et le NAACP estimaient que prendre la défense de ces hommes pouvaient ternir leur cause et c'est pourquoi ils décidèrent de laisser le parti communiste organiser la défense des Scotboro boys.

#### Élections de 1936
En 1936, Norman Thomas est candidat aux élections présidentielles pour le parti socialiste et récolte près de 188 000 voix, mais réalise un mauvais score dans les bastions historiques du parti. Le nombre d'adhérents était en déclin et l'organisation nettement divisées en faction : la plus à gauche appelée "Appeal", celle du centre "Clarity" et la plus à droit "Altmanite" ; Norman Thomas dirigeant quant à lui une quatrième faction radicalement pacifiste.

### Années 1950 et2e"peur rouge"

#### Rôle du complexe militaro-industriel dans le système capitaliste
En 1952, les éditeurs du magazine socialiste Monthly Review Huberman et Paul Sweezy analysent l’augmentation des dépenses militaires comme un outil de stabilisation du capitalisme, permettant à la fois de générer des profits industriels, de maintenir l’emploi à un taux élevé et d’absorber le surplus de production. Pour eux, le gouvernement a besoin d’entretenir l’illusion d’une menace militaire externe pour justifier les arbitrages budgétaires en faveur du complexe militaro-industriel. Leurs articles remettent frontalement en cause l’idée que la guerre froide oppose « la démocratie contre le communisme ».

#### Anarcho-pacifisme et anarchisme chrétien.
Dans les années 1950, l’anarchisme continue d’exercer de l’influence sur les personnalités américaines du monde littéraire et intellectuel telles que Paul Goodman, Dwight Macdonald, Allen Ginsberg, Leopold Kohr, Julian Beck et John Cage. Durant cette période, un courant anarcho-pacifiste ainsi qu’un courant anarchiste chrétien se développent.

#### Répression du maccarthysme/2e"peur rouge"

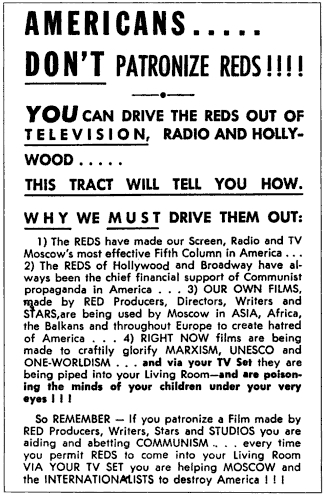
propagande US des années 1950 à l'encontre de l'industrie du diverstissement

La période appelée "deuxième peur rouge" (Second Red Scare) ainsi que dans l'historiographie dure grosso modo de 1950 à 1956 : c'est une période où la société américaine s'inquiète énormément de l'influence communiste sur le pays et des actions d’espionnage d'agents soviétiques. Dès 1950, les communistes étaient ainsi tenus de se déclarer auprès du gouvernement (législation du McCarran Act). Cette peur ainsi que la répression qui s'abat alors sur des milliers d'Américains accusés d'être communistes ou sympathisants communistes est aussi appelée maccarthysme, du nom du sénateur Joseph McCarthy.
Les victimes de la répression anticommuniste furent soumises à des enquêtes approfondies de la part du gouvernement et/ou des comités d'enquêtes mis en place par l'industrie privée. Les cibles de ces enquêtes étaient principalement des fonctionnaires, des employés dans l'industrie du divertissement, des personnes travaillant dans l'éducation ainsi que des syndicalistes. Les accusations reposaient souvent sur des preuves douteuses ou peu concluantes ; la menace posée par les accointances de gauche (réelles ou supposées) des personnes soupçonnées était généralement fortement exagérée, même si un certain nombre d'entre elles avaient effectivement un lien présent ou passé avec le parti communiste américain. Parmi les personnes mises en cause, des milliers ont eu à subir la perte de leur emploi et/ou une destruction de leur carrière ; des centaines furent même mises en prison ; des personnes de nationalité étrangères furent expulsées du pays en vertu d'une des dispositions du McCarran Act. Par la suite, beaucoup des jugements liés à cette répression anticommuniste ont été annulés, certaines lois sur lesquels ils reposaient ayant été déclarées inconstitutionnelles par la suite ; des licenciements furent jugés illégaux et les procédures extra-judiciaires devinrent discréditées.
Parmi les exemples les plus fameux de la répression du maccarthysme, on se rappelle les enquêtes et les audiences du sénateur McCarthy lui-même, la liste noire d'Hollywood associée aux audiences de la Commission de la Chambre sur les activités antiaméricaines (House Committe on Unamerican Activities (HUAC)) ainsi que les différentes activités anticommunistes du Federal Bureau of Investigation (FBI), alors sous la direction de J. Edgar Hoover.